# 岩下洞穴

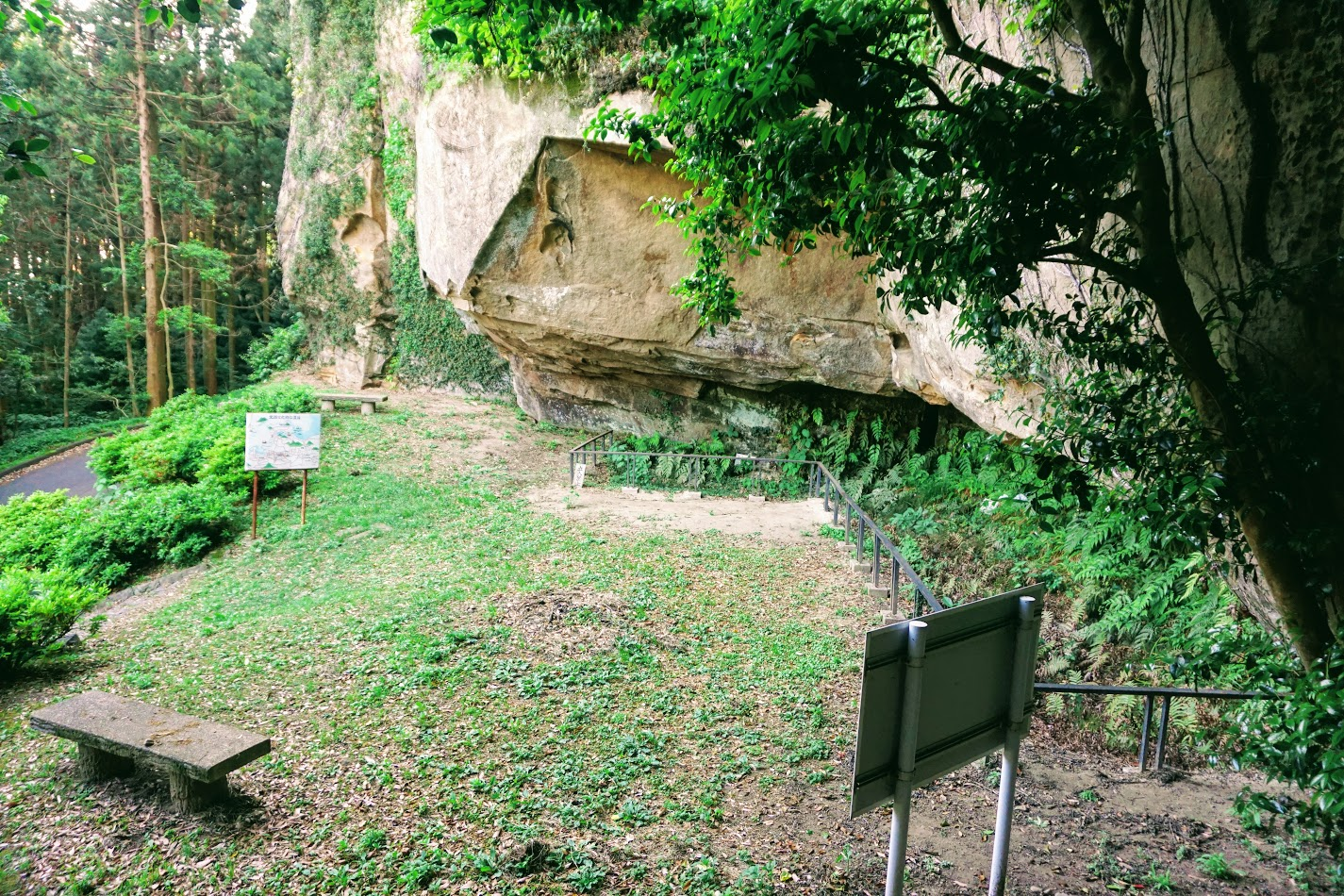
岩下洞穴の全景。

岩下洞穴（いわしたどうけつ）は、長崎県佐世保市松瀬町（旧北松浦郡 大野）にある旧石器時代から古墳時代の遺跡。県指定史跡。
炉の跡、縄文早期から頭や胸位に石を乗せた抱石葬の埋葬人骨や磨製石器を副葬した全国でも唯一の埋葬人骨など20体超が確認され、洞穴内を居住場所と埋葬場所に使い分けていた。
石盛岳中腹に開いた岩陰状の洞穴で、南向きに開口して日当たりがよい。眼下に相浦川を見下ろす。高さ2m、奥行5m、幅17m。入口は土砂の堆積で狭くなっている。発掘後は調査エリアを鉄柵で囲って進入禁止としている。昭和39年（1964年）に近くの中学生が発見した。その後41年（1966年）まで、麻生優らが3回にわたり発掘調査した。
麻生はこの調査において、出土品を通じて当時の人々の行動様式を解明することに主眼を置いた。いわゆる歴史の「原位置論」が考古学の分野においても通用するかどうかを試す機会と見なしていた。

## 出土品

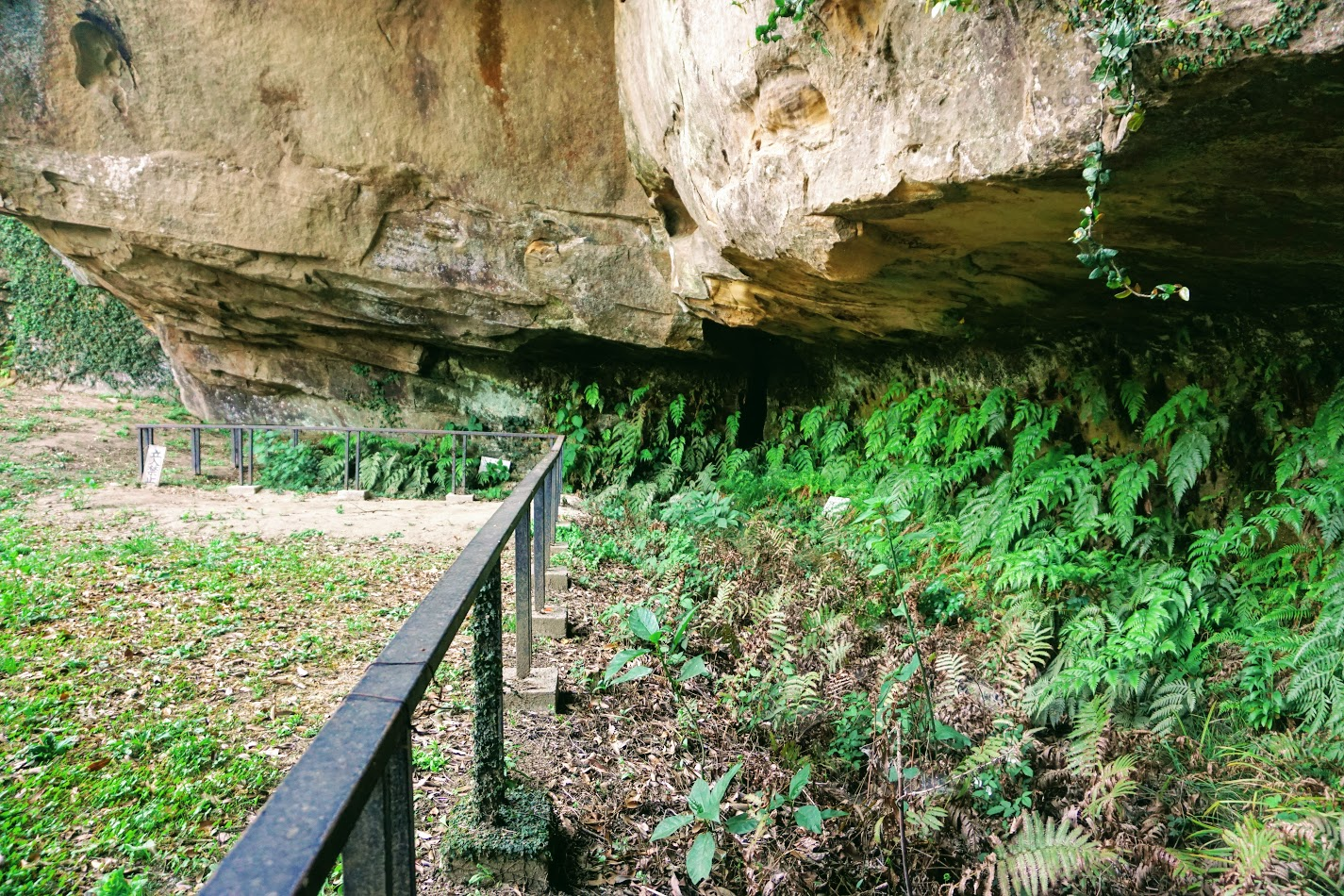
出土品発掘場所付近。鉄柵により立ち入りが禁止されている。

主な出土品は、人骨27体・計4万点に達する土器片と石器・食料の残骸である。
27体の人骨のうち22体は、縄文時代草創期に流行した押形文土器と同じ包含層から出土した。彼らは小柄で下顎と下肢が発達していた。そして何より、下顎の前歯が激しく磨耗し、奥歯より短くなっていた。このことから、「縄文草創期の人々は、小柄で屈強なハンターである」「獣皮は歯で噛み締めてなめした」と推定された。
ここで最も古い土器は草創期の押形文土器で、以後は貝殻条痕文・無文・突瘤文→轟式・曽畑式→阿高式へと遷移する。
石器の多くは石鏃である。一部は磨製石鏃で、そのほとんどは押形文土器と同じく草創期の包含層に集中していた。つまり新しい石鏃は打製に切り替わっていると言える。
その他、食料とした多種多様な獣骨が発掘され「肉食性の食生活」が証明された。

## アクセス
- 佐世保市営バス「岩下洞穴入口」下車、徒歩2分
- 西肥バス「天の久保」下車、徒歩3分
- 大野まめバス「岩下洞穴前」下車すぐ
- 松浦鉄道 左石駅下車、徒歩30分